# Calle de Pedro Muñoz Seca
La calle de Pedro Muñoz Seca es una breve vía de la ciudad de Madrid en el distrito de Salamanca, las calles de Alcalá y Salustiano Olózaga, en orientación sur-norte. Está dedicada a Pedro Muñoz Seca, comediógrafo español y famoso autor de La venganza de don Mendo.

## Historia
Pequeña vía histórica por sus muchos nombres, nació como calle del Veintidós de Junio (en recuerdo de la sublevación del cuartel de San Gil ocurrido durante la crisis final del reinado de Isabel II), dentro de la urbanización de los terrenos que ocupó el Pósito de la Villa demolido en 1869. Tras la guerras civiles carlistas se le dio el nuevo título de calle de la Corcordia, que perdió cuando por acuerdo municipal del 18 de noviembre de 1910, pasó a llamarse calle de Mejía Lequerica, en memoria –como le nombra Pedro de Répide– del «Mirabeau americano», considerado uno de los más elocuente diputados que envió América a las Cortes de Cádiz. En 1941 volvió a cambiársele el nombre, en memoria del comediógrafo gaditano Pedro Muñoz Seca, que vivió en ella.
Répide ordena esta vía en el antiguo barrio de la Biblioteca del distrito de Buenavista, con feligresía en la parroquia de San José.